# Dermanura phaeotis
Dermanura phaeotis — вид родини листконосові (Phyllostomidae), ссавець ряду лиликоподібні (Vespertilioniformes, seu Chiroptera).

## Середовище проживання
Країни проживання: Беліз, Бразилія, Колумбія, Коста-Рика, Еквадор, Сальвадор, Гватемала, Гаяна, Гондурас, Мексика, Нікарагуа, Панама, Перу, Венесуела. Знайдений в низинних вічнозелених і листяних лісах до 1200 м. Знайдений у вторинних лісах, і порушених місцях проживання.

## Морфологічні особливості
Довжина голови і тіла від 47 до 59 мм, довжина передпліччя між 35 і 40 мм, довжина стопи від 9 до 12 мм, довжина вух від 14 до 18 мм, вага до 15 р.
Шерсть коротка і гладка. Спина від коричневого до коричнево-сіро-піщаного, низ трохи ясніший. Морда коротка і широка. Лист носа добре розвинений, ланцетний. Є дві світлі смуги на кожній стороні обличчя. Вуха середнього розміру, округлі, світло-коричневі з краями позначеними жовтим або іноді білим. Не має хвоста. 
Каріотип 2n = 30 (самиці) 31 (самці), FN=56.

## Життя
Плодоїдний, але іноді споживає пилок і комах. Лаштує сідала в модифікованому листі, але також в печерах і тунелях. Піки народження дітей приблизно в квітні і вересні.